# Хилдегард Луиза Баварска
Хилдегард Луиза Шарлота Терезия Фридерика Баварска (на немски: Hildegard (Hildegarde) Luise Charlotte Theresia Friederike von Bayern; * 10 юни 1825, Вюрцбург; † 2 април 1864, Виена, Австро-Унгария) е принцеса от Династия Вителсбахи и чрез брак ерцхерцогиня на Австрия.

## Произход
Дъщеря е на крал Лудвиг I Баварски (* 1786, † 1868) и на съпругата му Тереза фон Сакс-Хилдбургхаузен (* 1792, † 1854). Има четири братя и четири сестри:
- Максимилиан II Йозеф (1811 – 1864), крал на Бавария от 1848 до 1864 г.
- Матилда Каролина (1813 – 1862), чрез брак велика херцогиня на Хесен и при Рейн
- Отон I Гръцки (1815 – 1867), крал на Гърция
- Теодолинда Шарлота Луиза (1816 – 1817)
- Луитполд Баварски (1821 – 1912), принц – регент на Бавария (1886 – 1912)
- Аделгунда Августа Шарлота (1823 – 1914), чрез брак ерцхерцогиня на Австрия и херцогиня на Модена (1842 – 11 юни 1859)
- Александра Амалия (1826 – 1875), игуменка и писателка
- Адалберт Вилхелм (1828 – 1875), принц на Бавария и ерцпринц на Гърция

## Биография
Тя е довереница на братовчедката си императрица Елизабет Баварска (Сиси).
Хилдегард се омъжва на 19 години на 1 май 1844 г. в Дворцовата църква на „Вси светии“ в Мюнхен за ерцхерцог Албрехт Австрийски, херцог на Тешен в Силезия (1847 – 1895) от династията Хабсбург-Лотаринги. На 24 май 1844 г. бъдещият император Франц Йосиф I я описва в дневника си по следния начин: „Харесвам я, хубава е, има прекалено пухкави бузи, много хубава фигура, наистина е приятна, но има, мисля, прекалено много от императрицата майка, особено издължената, вцепенена външност."
След раждането на втората ѝ дъщеря Матилда Мария и предишните сложни раждания, за Хилдегард вече не е възможно да има повече деца, въпреки многобройните престои в спа центрове. Тъй като нейният съпруг ерцхерцог Албрехт остава без мъжки наследник (синът му умира на 18 месеца), той осиновява своя племенник ерцхерцог Фридрих. След смъртта на Албрехт той наследява състоянието и благата му.
Тя е дама от Ордена на звездния кръст и на Кралския баварски орден на Тереза, и покровителка на няколко благотворителни асоциации.

По време на престоя си в Мюнхен за погребението на брат си, крал Максимилиан II Йозеф през март 1864 г., ерцхерцогиня Хилдегард се разболява от пневмония и плеврит. Умира на 2 април на 38-годишна възраст. Погребана в Криптата на капуцините във Виена. Сърцето ѝ е погребано отделно в Параклиса Лорето на Августинската църква във Виена.
- Хилдегард Баварска
- Хилдегард на портрет на Йозеф Карл Щилер, 1844 г.
- Ерцхерцог Албрехт Австрийски-Тешенски, съпруг
- Хилдегард

## Брак и потомство
∞ 1 май 1844 в Дворцовата църква на „Вси светии“ в Мюнхен за ерцхерцог Албрехт Австрийски (* 1817, † 1895), херцог на Тешен в Силезия (1847 – 1895) от династията Хабсбург-Лотаринги, от когото има един син и две дъщери:
- Мария Тереза Анна Австрийска-Тешенска (* 17 юли 1845, Виена, Австрийска империя; † 8 октомври 1927, Тюбинген, Ваймарската република), ∞ 18 януари 1865 за херцог Филип фон Вюртемберг (* 1838, † 1917), херцог на Вюртемберг, от когото има трима сина и две дъщери.
- Карл Албрехт Австрийски-Тешенски (* 1847, † 1848), умира на 18 месеца от едра шарка
- Матилда Мария Аделгунда Александра Австрийска-Тешенска (* 25 януари 1849, Виена, Австрийска империя; † 6 юни 1867, Замък Хетцендорф до Виена, Австро-Унгария), умира от изгаряне.

- Мария Тереза,
 дъщеря
- Матилда Мария,
 дъщеря
- Хилдегард със семейството си, 
1860 г.
- Хилдегард със съпруга и двете си дъщери